# 井上登美夫
井上 登美夫（いのうえ とみお、1952年 - ）は、日本の医師、医学者。学位は医学博士（群馬大学）。横浜市立大学名誉教授。専門は放射線医学、核医学。医療法人沖縄徳洲会湘南鎌倉総合病院先端医療センター長。横浜市立大学医学部放射線医学講座教授、先端医科学研究センター長、附属市民総合医療センター病院長、医学部長などを歴任した。ポジトロン断層法を用いた分子イメージングに関する研究を行い、日本におけるPET検査の普及に貢献した。

## 概要
放射線科医としてPET検査の黎明期から研究に取り組み、後にPET検査やMRI検査を応用して細胞や分子レベルの生物学的現象を可視化する分子イメージング分野で研究を展開した。また、PET検査の第一人者として、2005年から2014年まで日本学術会議連携会員、2011年から2015年まで日本核医学会理事長を務めながら、日本におけるPET検査関連法令の整備と普及に携わった。さらに、放射線医学、核医学に関するアウトリーチ活動を積極的に展開した。とくに2011年東日本大震災以降、首都圏を中心に高校、大学、消防局、地域行政などで、放射能・放射線被ばくに関する出張講義を行った。

## 日本におけるPET検査関連法令の整備
1990年代から世界中でがん診療の現場でPET検査が臨床試用されるようになり、日本においても2002年に保険収載となった。しかし「放射性同位元素を扱う」という特殊性に配慮した安全管理のあり方については専門的な検討が行われる必要があり、PET検査の第一人者だった井上を主任研究者として2004年度（平成16年度）の厚生労働科学研究費補助金（医療技術評価総合研究）による『ＰＥＴ検査施設における放射線安全の確保に関する研究』が行われた。
この中間報告結果を受けて、2004年に「医療法施行規則の一部を改正する省令の施行等について」（医政発第0801001号 平成16年8月1日）が布告され、放射性同位元素のうちPET検査薬として用いられるものが「陽電子断層撮影診療用放射性同位元素」として医療法施行規則に規定されることや、医療機関に備える場合に医療法（昭和23年法律第205号）第15条第3項に基づいて都道府県知事に届け出なければならないことなどが規定された。

## 略歴
- 1971年　埼玉県立浦和高等学校を卒業
- 1977年　群馬大学医学部を卒業、同大学医学部放射線医学講座に入局
- 1981年　関東逓信病院第1放射線科
- 1985年　群馬大学医学部核医学講座助手
- 1989年　群馬大学医学部核医学講座講師
- 1992年　群馬大学医学部核医学講座助教授
- 1994年　米国テキサス大学 M.D.Andersonがんセンター核医学部門に留学
- 2001年　横浜市立大学放射線医学講座主任教授に就任
- 2003年　大学院重点化に伴い、横浜市立大学大学院医学研究科放射線医学教室主任教授
- 2008年　横浜市立大学先端医科学研究センター長
- 2014年　横浜市立大学附属市民総合医療センター病院長
- 2016年　横浜市立大学医学部長、医学教育センター長
- 2018年　横浜市立大学を定年退官、名誉教授
- 2018年　湘南鎌倉総合病院先端医療センター長

## 委員歴
日本学術会議連携会員、日本核医学会理事長の他、日本医学放射線学会、日本がん検診・診断学会、日本アイソトープ協会などで幹事、理事、評議員などを歴任した。

## 受賞
- 1984年　第21回日本核医学会賞「Spirometric gated Xe‐133 imaging and phase analysis for assessment of regional lung motion and function」[6]